# Chesterfield (Caroline du Sud)
Pour les articles homonymes, voir Chesterfield (homonymie).
La ville de Chesterfield est le siège du comté de Chesterfield, situé en Caroline du Sud, aux États-Unis.

## Démographie
| 1900 | 1910 | 1920 | 1930  | 1940  | 1950  |
| ---- | ---- | ---- | ----- | ----- | ----- |
| 308  | 618  | 856  | 1 030 | 1 263 | 1 530 |

| 1960  | 1970  | 1980  | 1990  | 2000  | 2010  |
| ----- | ----- | ----- | ----- | ----- | ----- |
| 1 532 | 1 667 | 1 432 | 1 373 | 1 318 | 1 472 |

## Source
- (en) Cet article est partiellement ou en totalité issu de l’article de Wikipédia en anglais intitulé « Chesterfield, South Carolina » (voir la liste des auteurs).